# Partytent

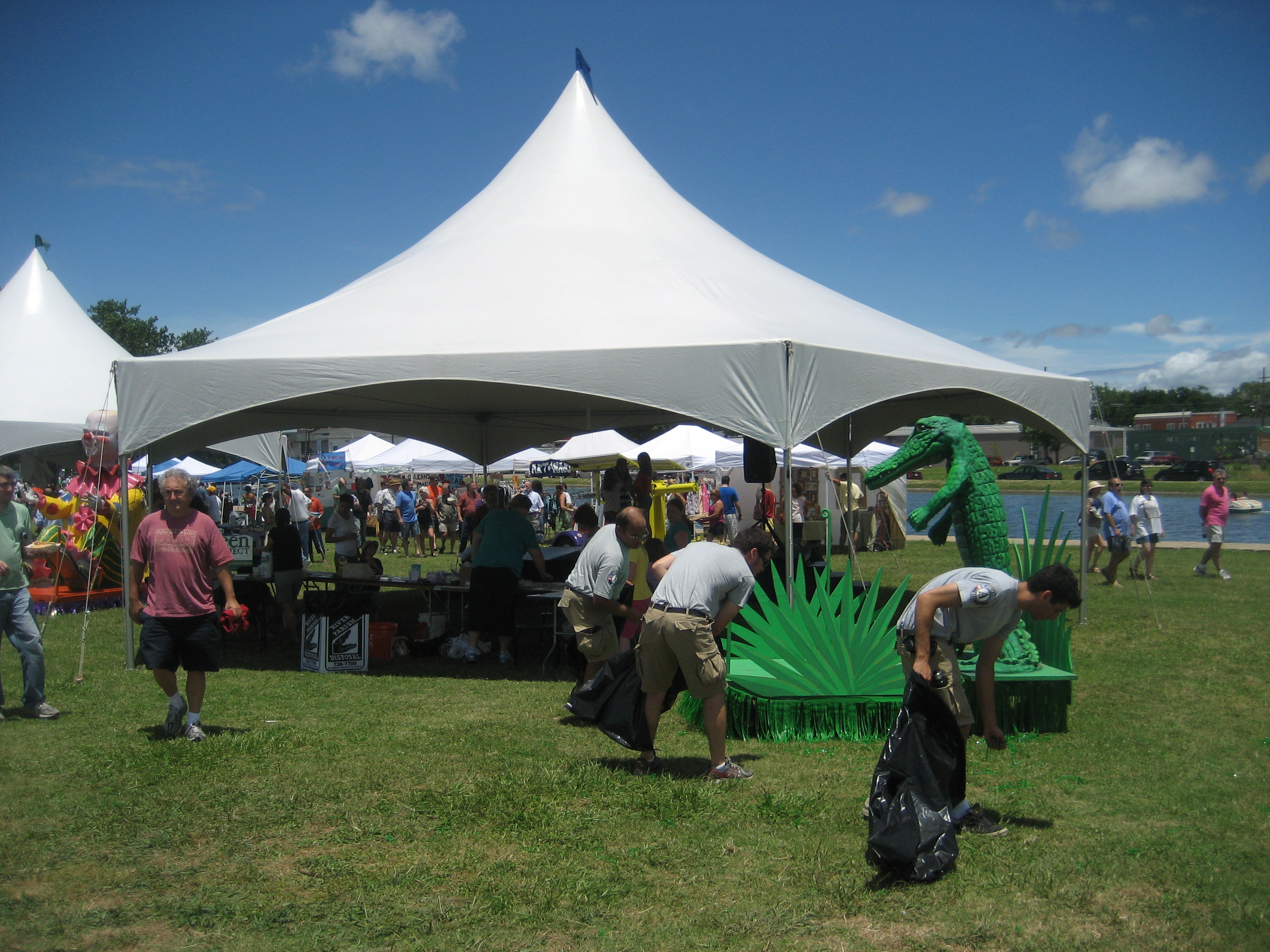
Open partytent

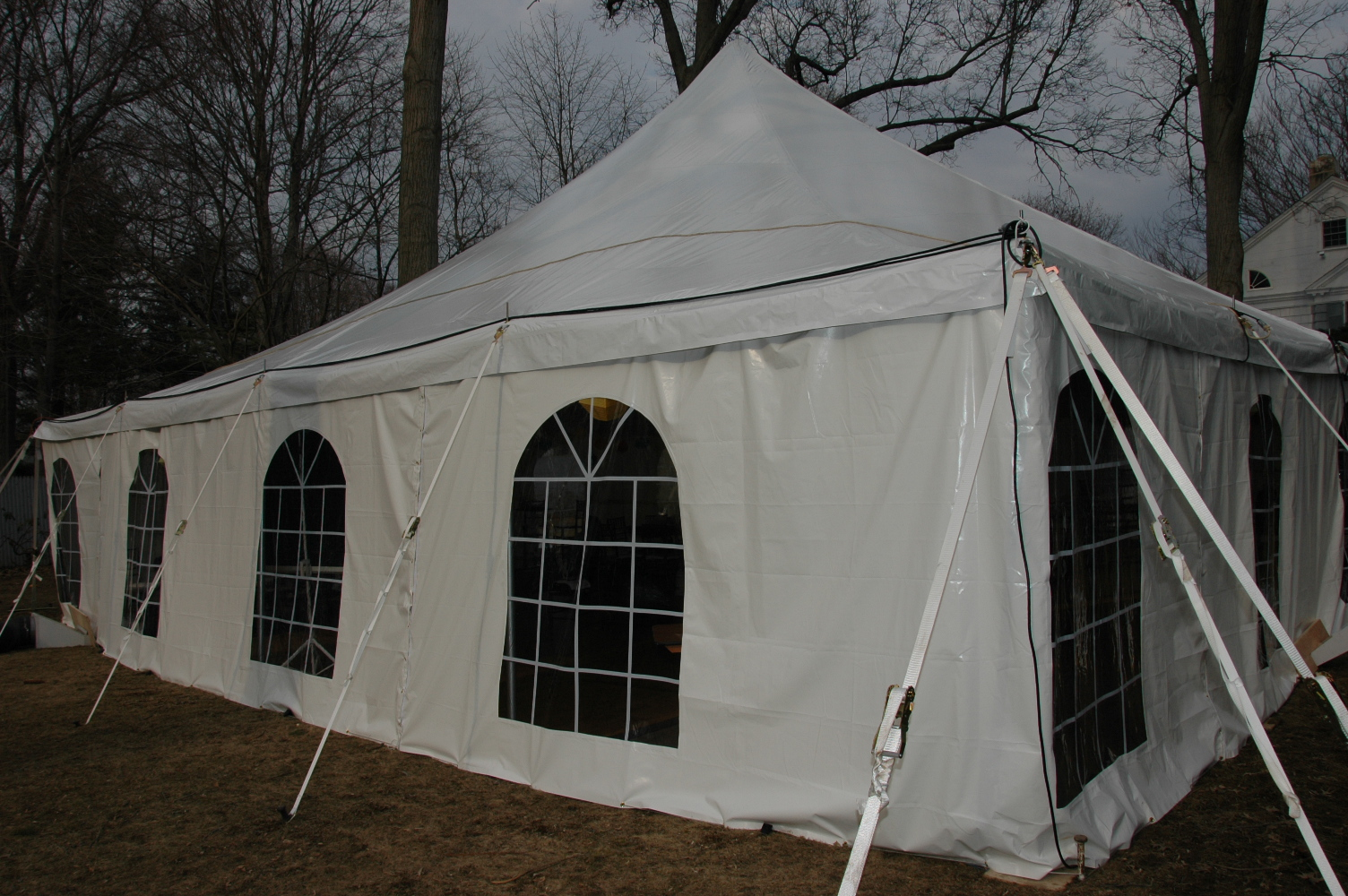
Partytent met wanden

Een partytent is een tent die ontworpen is voor gebruik tijdens een feest of een evenement.
Basis van de partytent is een vrij hoog dak dat steunt op tentpalen. Het dak is zo hoog dat men er gemakkelijk onder kan staan. Zo ontstaat een open maar overdekte ruimte buiten. Soms worden wanden aangebracht, als windvangers of om de ruimte geheel af te sluiten. 
Een partytent wordt vaak ingezet voor openluchtfeesten of -evenementen, waarbij de partytent een zekere bescherming tegen slecht weer biedt. Bij tuinfeesten kan men er bijvoorbeeld onder schuilen voor regen. Zeer grote partytenten worden gebruikt om als tijdelijke feestruimte "binnen" te dienen. Ze kunnen onderdak bieden aan honderden mensen.